# وادي سردد
وادي سردد وهو أحد أودية اليمن يأتي من الأهجر غرب صنعاء ومن ضلاع كوكبان وغرب وشمال جبل شعيب وملحان ويجتمع بخميس بني سعد ، ويمر هناك في مضيق وادي كبير دائم الجريان ولكنه يضيع تحت الرمال ويسقي مدن المُهْجم ـ مدينة تاريخية لم يبق إلا أطلالها ومنها منارة مسجد المدينة ـ والضحَّي والزيدية ويصب في البحر الأحمر جنوب مدينة الزيدية .